# Stammheim (Florstadt)
Stammheim ist ein Stadtteil von Florstadt im hessischen Wetteraukreis.

## Geografische Lage
Stammheim liegt in der Wetterau (naturräumliche Teileinheit Heldenbergener Wetterau). Durch das Dorf führt die Landesstraße 3188. Die Europastraße 41 führt östlich am Ort vorbei.

## Geschichte

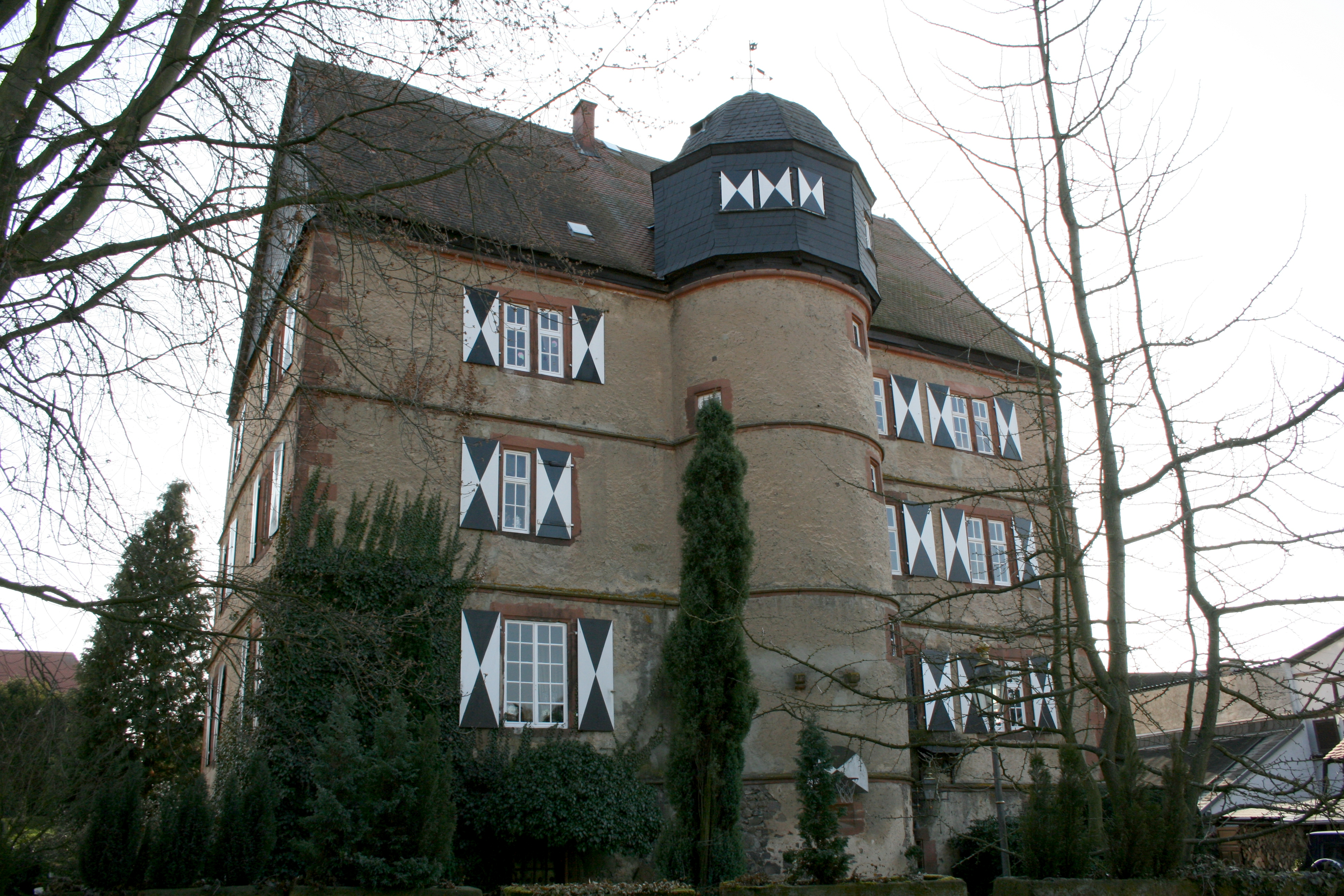
Schloss in Stammheim

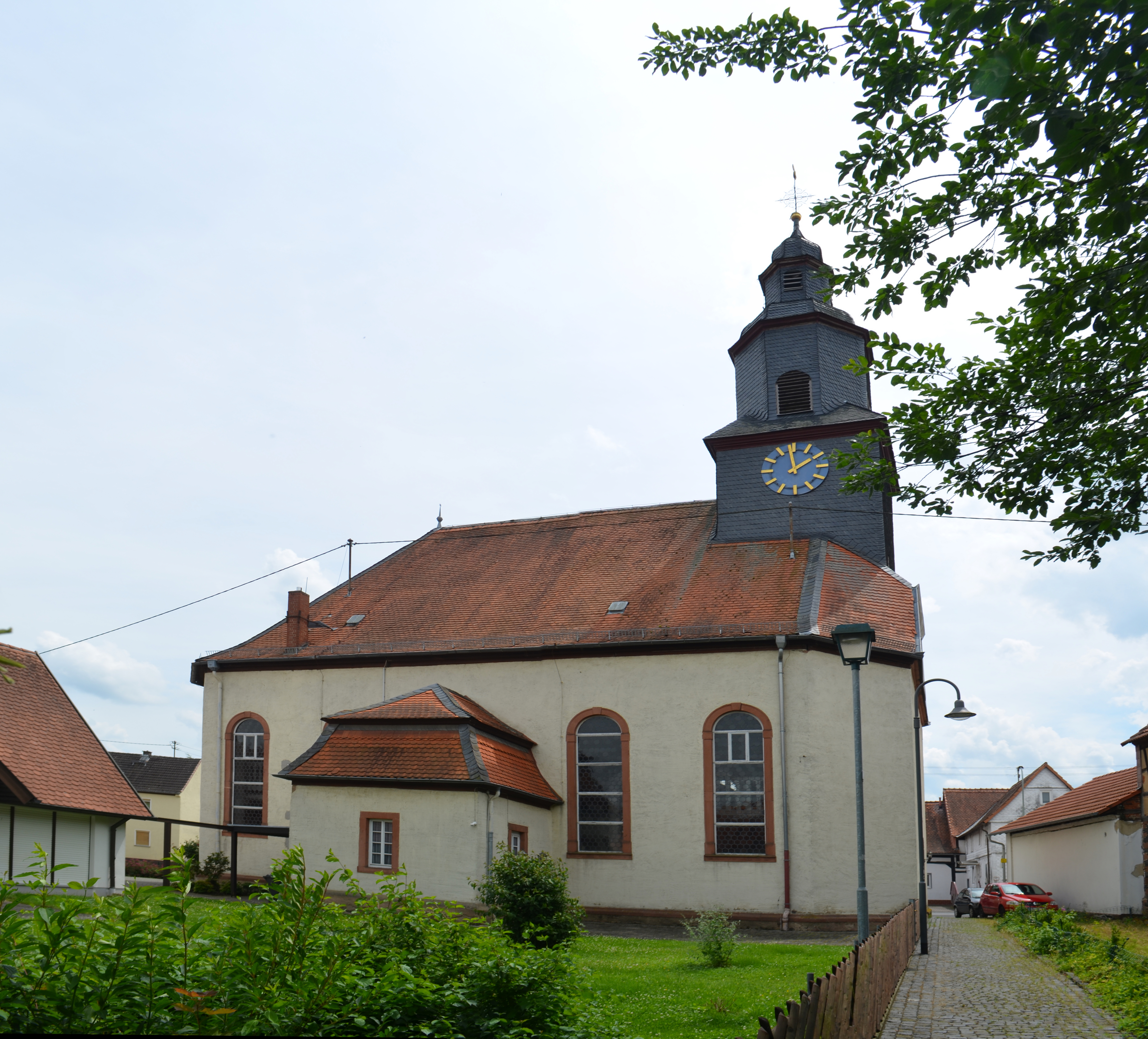
Kirche in Stammheim

### Ortsgeschichte
Von der frühen Besiedlung zeugt ein Hügelgrab. Im 1. Jahrhundert wurde der Limes gebaut, zu dem ein Kleinkastell in der Stammheimer Gemarkung (siehe Kleinkastell Stammheim) gehört. Erstmals schriftlich erwähnt wurde Stammheim im Jahre 1244. Im südlichen Ortsbereich befindet sich das Schloss Stammheim, das wohl auf eine ältere Wasserburg zurückgeht. Die heutige Form erhielt es 1587.
Die evangelische Kirche wurde im Jahr 1750 nach Plänen von Johann Conrad Lichtenberg errichtet.
Seit dem 11. September 1819 gehört das Dorf zum Großherzogtum Hessen bzw. dessen Nachfolgestaaten.
Zum 1. August 1972 wurde die bis dahin selbständige Gemeinde Stammheim im Zuge der Gebietsreform in Hessen kraft Landesgesetz in die Gemeinde Florstadt eingegliedert. Der Ort ist jetzt ein Stadtteil von Florstadt, die 2007 die Stadtrechte erhielt. Für Stammheim wurde ein Ortsbezirk errichtet.

### Verwaltungsgeschichte im Überblick
Die folgende Liste zeigt die Staaten und Verwaltungseinheiten, denen Stammheim angehört(e):
- vor 1806: Heiliges Römisches Reich, Ganerbschaft Staden (Anteile hatten: Reichsburg Friedberg (13/57), Graf zu Isenburg-Büdingen (12/57) und Freiherr Löw von und zu Steinfurth (32/57))
- ab 1806: Großherzogtum Hessen (Souveränitätslande),[Anm. 2] Fürstentum Oberhessen, Ganerbschaft Staden
- ab 1815: Großherzogtum Hessen (Souveränitätslande), Provinz Oberhessen, Ganerbschaft Staden
- ab 1820: Großherzogtum Hessen (Souveränitätslande), Provinz Oberhessen, Amt Altenstadt
- ab 1821: Großherzogtum Hessen, Provinz Oberhessen, Landratsbezirk Büdingen[Anm. 3]
- ab 1832: Großherzogtum Hessen, Provinz Oberhessen, Kreis Friedberg
- ab 1848: Großherzogtum Hessen, Regierungsbezirk Friedberg
- ab 1852: Großherzogtum Hessen, Provinz Oberhessen, Kreis Vilbel
- ab 1867: Norddeutscher Bund,[Anm. 4] Großherzogtum Hessen, Provinz Oberhessen, Kreis Friedberg
- ab 1871: Deutsches Reich, Großherzogtum Hessen, Provinz Oberhessen, Kreis Vilbel
- ab 1874: Deutsches Reich,  Großherzogtum Hessen, Provinz Oberhessen, Kreis Friedberg
- ab 1918: Deutsches Reich (Weimarer Republik), Volksstaat Hessen, Provinz Oberhessen, Kreis Friedberg
- ab 1938: Deutsches Reich, Volksstaat Hessen, Landkreis Friedberg[8][Anm. 5]
- ab 1945: Amerikanische Besatzungszone,[Anm. 6] Groß-Hessen, Regierungsbezirk Darmstadt, Landkreis Friedberg
- ab 1946: Amerikanische Besatzungszone, Land Hessen, Regierungsbezirk Darmstadt, Landkreis Friedberg
- ab 1949: Bundesrepublik Deutschland, Land Hessen, Regierungsbezirk Darmstadt, Landkreis Friedberg
- ab 1972: Bundesrepublik Deutschland, Land Hessen, Regierungsbezirk Darmstadt, Wetteraukreis, Gemeinde Florstadt[Anm. 7]
- ab 2007; Bundesrepublik Deutschland, Land Hessen, Regierungsbezirk Darmstadt, Wetteraukreis, Stadt Florstadt

## Bevölkerung
Einwohnerstruktur 2011
Nach den Erhebungen des Zensus 2011 lebten am Stichtag dem 9. Mai 2011 in Stammheim 1290 Einwohner. Darunter waren 21 (1,6 %) Ausländer. Nach dem Lebensalter waren 243 Einwohner unter 18 Jahren, 510 zwischen 18 und 49, 270 zwischen 50 und 64 und 267 Einwohner waren älter. Die Einwohner lebten in 528 Haushalten. Davon waren 135 Singlehaushalte, 159 Paare ohne Kinder und 180 Paare mit Kindern, sowie 42 Alleinerziehende und 9 Wohngemeinschaften. In 123 Haushalten lebten ausschließlich Senioren und in 342 Haushaltungen lebten keine Senioren.
Einwohnerentwicklung
| Stammheim: Einwohnerzahlen von 1834 bis 2022 | Stammheim: Einwohnerzahlen von 1834 bis 2022 | Stammheim: Einwohnerzahlen von 1834 bis 2022 | Stammheim: Einwohnerzahlen von 1834 bis 2022 | Stammheim: Einwohnerzahlen von 1834 bis 2022 |
| --- | -------------------------------------------- | -------------------------------------------- | -------------------------------------------- | -------------------------------------------- |
| Jahr |                                              |                                              |                                              | Einwohner                                    |
| 1834 | 1834                                         |                                              | 696                                          | 696                                          |
| 1840 | 1840                                         |                                              | 724                                          | 724                                          |
| 1846 | 1846                                         |                                              | 837                                          | 837                                          |
| 1852 | 1852                                         |                                              | 748                                          | 748                                          |
| 1858 | 1858                                         |                                              | 762                                          | 762                                          |
| 1864 | 1864                                         |                                              | 793                                          | 793                                          |
| 1871 | 1871                                         |                                              | 824                                          | 824                                          |
| 1875 | 1875                                         |                                              | 769                                          | 769                                          |
| 1885 | 1885                                         |                                              | 728                                          | 728                                          |
| 1895 | 1895                                         |                                              | 726                                          | 726                                          |
| 1905 | 1905                                         |                                              | 807                                          | 807                                          |
| 1910 | 1910                                         |                                              | 809                                          | 809                                          |
| 1925 | 1925                                         |                                              | 814                                          | 814                                          |
| 1939 | 1939                                         |                                              | 865                                          | 865                                          |
| 1946 | 1946                                         |                                              | 1.234                                        | 1.234                                        |
| 1950 | 1950                                         |                                              | 1.252                                        | 1.252                                        |
| 1956 | 1956                                         |                                              | 1.131                                        | 1.131                                        |
| 1961 | 1961                                         |                                              | 1.228                                        | 1.228                                        |
| 1967 | 1967                                         |                                              | 1.295                                        | 1.295                                        |
| 1970 | 1970                                         |                                              | 1.224                                        | 1.224                                        |
| 1980 | 1980                                         |                                              | ?                                            | ?                                            |
| 1990 | 1990                                         |                                              | ?                                            | ?                                            |
| 2000 | 2000                                         |                                              | ?                                            | ?                                            |
| 2011 | 2011                                         |                                              | 1.290                                        | 1.290                                        |
| 2015 | 2015                                         |                                              | 1.282                                        | 1.282                                        |
| 2022 | 2022                                         |                                              | 1.410                                        | 1.410                                        |
| Datenquelle: Historisches Gemeindeverzeichnis für Hessen: Die Bevölkerung der Gemeinden 1834 bis 1967. Wiesbaden: Hessisches Statistisches Landesamt, 1968. Weitere Quellen: LAGIS; Gemeinde Florstadt; Zensus 2011; 2022 |                                              |                                              |                                              |                                              |

Historische Religionszugehörigkeit
| • 1961: | 1008 evangelische (= 82,08 %), 211 katholische (= 17,18 %) Einwohner |

## Politik
Für Stammheim besteht ein Ortsbezirk (Gebiete der ehemaligen Gemeinde Stammheim) mit Ortsbeirat und Ortsvorsteher nach der Hessischen Gemeindeordnung.
Der Ortsbeirat besteht aus sieben Mitgliedern. Bei den Kommunalwahlen in Hessen 2021 betrug die Wahlbeteiligung 55,10 %. Dabei wurden gewählt: drei Mitglieder der SPD, zwei Mitglieder der CDU und zwei Mitglieder des Bündnis 90/Die Grünen. Der Ortsbeirat wählte Horst Schmidt (SPD) zum Ortsvorsteher.

## Kulturdenkmäler
Siehe: Liste der Kulturdenkmäler in Stammheim

## Infrastruktur

### Verkehr
Stammheim liegt an der Landesstraße 3188 (Rodheim – Florstadt-Stammheim). Über sie und die Bundesstraße 275 ist die Autobahnauffahrt 38 (Florstadt) der Bundesautobahn 45 drei Kilometer entfernt.
Den öffentlichen Personennahverkehr stellt die Verkehrsgesellschaft Oberhessen GmbH im Rahmen des Rhein-Main-Verkehrsverbundes sicher.

### Radfernwege
Der Deutsche Limes-Radweg führt durch den Ort. Dieser folgt dem Obergermanisch-Raetischen Limes über 818 km von Bad Hönningen am Rhein nach Regensburg an der Donau.

### Öffentliche Einrichtungen
- Städtische Kindertagesstätte „Sonnenschein“
- Bürgerhaus Stammheim
- Mediathek im Bürgerhaus Stammheim
- Grundschule Stammheim